# Örebro HK 2021/2022
Svenska Hockeyligan 2021/2022 är Örebro HK:s nionde säsong i SHL sedan laget debuterade i SHL säsongen 2013/2014. Säsongen inleddes med fullomgång den 11 september 2021, där Örebro mötte Rögle BK i Örebro.

## SHL
Den 29 april 2021 tog Svenska Hockeyligan 2020/2021 slut för Örebro, då Växjö Lakers HC vann den avgörande matchen i semifinalen. Prestationen var dock Örebros bästa säsongsprestationen i klubben historia. Den 3 maj 2021 meddelade Örebro HK att Robin Salo, Jonathan Andersson, Glenn Gustafsson, Ludvig Rensfeldt, Joonas Rask och Daniel Muzito Bagenda inte kommer vara en del av truppen till säsongen 2021/2022. Vidare blev det även officiellt att assisterande tränarna Christer Olsson och Jörgen Jönsson utnyttjade en klausul i sina kontrakt och lämnade Örebro för tränaruppdrag i Schweiz. Den 4 maj 2021 presenterades Stefan Klockare och Stefan Nyman som nya assisterande tränare för säsongen 2021/2022. Den 7 maj 2021 meddelades att Örebro och Lukas Pilö gemensamt bryter kontraktet, då man menade att man inte kunde erbjuda Pilö speltid. Den 17 maj 2021 presenterades backen Marcus Hardegård som säsongens första nyförvärv. Hardegård kom närmst från Timrå IK. Den 20 maj 2021 presenterades den finländska centern Jani Lajunen. Lajunen kom närmst från schweiziska HC Lugano.
Den 25 maj 2021 spikades och presenterades spelschemat för säsongen 2021/2022, där det sedan tidigare var klart att Örebro inleder den 11 september 2021 hemma mot Rögle BK och fortsätter mot Växjö Lakers den 16 september 2021. Den 26 maj 2021 presenterades den finländska forwarden Joel Mustonen, där kontraktet var skrivet på ett år. Mustonen kom närmst ifrån Frölunda HC och spelade för Örebro HK säsongerna 2015/2016 och 2016/2017. Den 29 maj 2021 presenterades även kommande träningsmatcher, vilka inleds den 11 augusti 2021 hemma mot Färjestad och avslutas hemma den 2 september 2021 mot Brynäs.
Den 1 juni 2021 meddelades att Örebro Hockey och Borna Rendulic valt att gå skilda vägar. Där Rendulic av personliga skäl önskade lämna Örebro, trots att han hade ett år kvar på sitt kontrakt. Den 23 juni 2021 meddelade sportchefen Niklas Johansson att han skrivit ett två års kontrakt med den finländska forwarden Miikka Salomäki. Salomäki kom närmst från Colorado Eagles i AHL. Den 3 juli 2021 meddelades att den finländska forwarden Juuso Puustinen ansluter till Örebro på ett kontrakt för säsongen 2021/2022. Puustinen kom närmst från ryska HK Sibir Novosibirsk i KHL.
Den 29 juli 2021 meddelade att backen Lucas Ramberg samt forwardsduon Milton Oscarson och Oscar Sohrner flyttades upp i A-laget under försäsongen. Den 4 augusti 2021 presenterades vart samtliga sex träningsmatcher spelas under försäsongen. Den 25 augusti 2021 presenterades lagets kaptener för säsongen, där Stefan Warg, Gustav Backström och Jani Lajunen bildar säsongens kaptenstrio, med Stefan Warg som lagkapten. Den 5 september 2021 meddelades att den tjeckiska  backen Petr Zámorský skulle träna med Örebro HK i två veckor, för att därefter utvärdera ett eventuellt säsongskontrakt. Den 17 september meddelade Örebro Hockey att man valde att skriva ett kontrakt för säsongen 2021/2022. Petr Zámorský representerade klubben säsongerna 2015/2016–2016/2017. Den 11 september 2021 hade Örebro sin premiäromgång, där man mötte Rögle, vilka även vann matchen med 3–2. Den 2 oktober 2021 spelade Örebro sin första hemmamatch sedan februari 2020, utan att ha några publikrestriktioner. Matchen som spelades mot Malmö IF besöktes av 5 129 personer.

## Försäsongsmatcher
| 1           | 11 augusti 2021 | Färjestads BK                                         | 3–4                     | Örebro HK                                                                         | Löfbergs Arena                                                 |                                                                |
| 18:00 UTC+1 | 18:00 UTC+1     | (2–3, 1–0, 0–1) Rapport                               | (2–3, 1–0, 0–1) Rapport | (2–3, 1–0, 0–1) Rapport                                                           | Karlstad Publik: 1 188 Domare: Marcus Linde, Richard Magnusson | Karlstad Publik: 1 188 Domare: Marcus Linde, Richard Magnusson |
| 18:00 UTC+1 | 18:00 UTC+1     |                                                       |                         |                                                                                   | Karlstad Publik: 1 188 Domare: Marcus Linde, Richard Magnusson | Karlstad Publik: 1 188 Domare: Marcus Linde, Richard Magnusson |
| 18:00 UTC+1 | 18:00 UTC+1     | Joakim Nygård (EQ) (03:39) Gustav Rydahl (EQ) (04:49) | Period 1                | Rasmus Rissanen (EQ) (06:53) Robin Kovacs (EQ) (16:22) Oliver Eklind (EQ) (17:28) | Karlstad Publik: 1 188 Domare: Marcus Linde, Richard Magnusson | Karlstad Publik: 1 188 Domare: Marcus Linde, Richard Magnusson |
| 18:00 UTC+1 | 18:00 UTC+1     | Marcus Nilsson (PP1) (35:29)                          | Period 2                | Inga mål                                                                          | Karlstad Publik: 1 188 Domare: Marcus Linde, Richard Magnusson | Karlstad Publik: 1 188 Domare: Marcus Linde, Richard Magnusson |
| 18:00 UTC+1 | 18:00 UTC+1     | Inga mål                                              | Period 3                | Gustav Backström (EQ) (45:00)                                                     | Karlstad Publik: 1 188 Domare: Marcus Linde, Richard Magnusson | Karlstad Publik: 1 188 Domare: Marcus Linde, Richard Magnusson |
| 18:00 UTC+1 | 18:00 UTC+1     |                                                       |                         |                                                                                   | Karlstad Publik: 1 188 Domare: Marcus Linde, Richard Magnusson | Karlstad Publik: 1 188 Domare: Marcus Linde, Richard Magnusson |

| 2           | 18 augusti 2021 | Örebro HK                                             | 3–1                     | IK Oskarshamn              | Sydnärkehallen                                    |                                                   |
| 18:00 UTC+1 | 18:00 UTC+1     | (1–0, 2–0, 0–1) Rapport                               | (1–0, 2–0, 0–1) Rapport | (1–0, 2–0, 0–1) Rapport    | Hallsberg Domare: Daniel Eriksson och Mikael Nord | Hallsberg Domare: Daniel Eriksson och Mikael Nord |
| 18:00 UTC+1 | 18:00 UTC+1     |                                                       |                         |                            | Hallsberg Domare: Daniel Eriksson och Mikael Nord | Hallsberg Domare: Daniel Eriksson och Mikael Nord |
| 18:00 UTC+1 | 18:00 UTC+1     | Robin Kovacs (PP1) (06:40)                            | Period 1                | Inga mål                   | Hallsberg Domare: Daniel Eriksson och Mikael Nord | Hallsberg Domare: Daniel Eriksson och Mikael Nord |
| 18:00 UTC+1 | 18:00 UTC+1     | Jani Lajunen (PP1) (31:07) Rodrigo Abols (EQ) (33:04) | Period 2                | Inga mål                   | Hallsberg Domare: Daniel Eriksson och Mikael Nord | Hallsberg Domare: Daniel Eriksson och Mikael Nord |
| 18:00 UTC+1 | 18:00 UTC+1     | Inga mål                                              | Period 3                | Tomas Zohorna (EQ) (46:17) | Hallsberg Domare: Daniel Eriksson och Mikael Nord | Hallsberg Domare: Daniel Eriksson och Mikael Nord |
| 18:00 UTC+1 | 18:00 UTC+1     |                                                       |                         |                            | Hallsberg Domare: Daniel Eriksson och Mikael Nord | Hallsberg Domare: Daniel Eriksson och Mikael Nord |

| 3           | 20 augusti 2021 | Örebro HK                                                                                | 5–2                     | Djurgården Hockey           | Köping ishall                             |                                           |
| 18:00 UTC+1 | 18:00 UTC+1     | (0–0, 3–1, 2–1) Rapport                                                                  | (0–0, 3–1, 2–1) Rapport | (0–0, 3–1, 2–1) Rapport     | Köping Domare: Johan Nordlöf, Mikael Nord | Köping Domare: Johan Nordlöf, Mikael Nord |
| 18:00 UTC+1 | 18:00 UTC+1     |                                                                                          |                         |                             | Köping Domare: Johan Nordlöf, Mikael Nord | Köping Domare: Johan Nordlöf, Mikael Nord |
| 18:00 UTC+1 | 18:00 UTC+1     | Inga mål                                                                                 | Period 1                | Inga mål                    | Köping Domare: Johan Nordlöf, Mikael Nord | Köping Domare: Johan Nordlöf, Mikael Nord |
| 18:00 UTC+1 | 18:00 UTC+1     | Gustav Backström (EQ) (22:47) Kristian Näkyvä (PP1) (28:06) Kristian Näkyvä (EQ) (38:18) | Period 2                | Filiph Engsund (EQ) (23:32) | Köping Domare: Johan Nordlöf, Mikael Nord | Köping Domare: Johan Nordlöf, Mikael Nord |
| 18:00 UTC+1 | 18:00 UTC+1     | Joel Mustonen (PP1) (54:42) Joel Mustonen (EQ) (59:20)                                   | Period 3                | Josef Ingman (EQ) (53:15)   | Köping Domare: Johan Nordlöf, Mikael Nord | Köping Domare: Johan Nordlöf, Mikael Nord |
| 18:00 UTC+1 | 18:00 UTC+1     |                                                                                          |                         |                             | Köping Domare: Johan Nordlöf, Mikael Nord | Köping Domare: Johan Nordlöf, Mikael Nord |

| 4           | 25 augusti 2021 | HV71                           | 1–2 (OT)                     | Örebro HK                    | Husqvarna Garden                                  |                                                   |
| 18:00 UTC+1 | 18:00 UTC+1     | (0–1, 0–0, 1–0, 0–1) Rapport   | (0–1, 0–0, 1–0, 0–1) Rapport | (0–1, 0–0, 1–0, 0–1) Rapport | Jönköping Domare: Patric Bjälkander, Per Cleasson | Jönköping Domare: Patric Bjälkander, Per Cleasson |
| 18:00 UTC+1 | 18:00 UTC+1     |                                |                              |                              | Jönköping Domare: Patric Bjälkander, Per Cleasson | Jönköping Domare: Patric Bjälkander, Per Cleasson |
| 18:00 UTC+1 | 18:00 UTC+1     | Inga mål                       | Period 1                     | Elias Ekström (PP1) (05.40)  | Jönköping Domare: Patric Bjälkander, Per Cleasson | Jönköping Domare: Patric Bjälkander, Per Cleasson |
| 18:00 UTC+1 | 18:00 UTC+1     | Inga mål                       | Period 2                     | Inga mål                     | Jönköping Domare: Patric Bjälkander, Per Cleasson | Jönköping Domare: Patric Bjälkander, Per Cleasson |
| 18:00 UTC+1 | 18:00 UTC+1     | Fredrik Forsberg (PP1) (48.44) | Period 3                     | Inga mål                     | Jönköping Domare: Patric Bjälkander, Per Cleasson | Jönköping Domare: Patric Bjälkander, Per Cleasson |
| 18:00 UTC+1 | 18:00 UTC+1     | Inga mål                       | Övertid 1                    | Joel Mustonen (PP1) (61.19)  | Jönköping Domare: Patric Bjälkander, Per Cleasson | Jönköping Domare: Patric Bjälkander, Per Cleasson |

| 5           | 27 augusti 2021 | Örebro HK                     | 2–1 (OT)                     | Färjestads BK                | Mer el Arena                                                   |                                                                |
| 18:00 UTC+1 | 18:00 UTC+1     | (0–0, 0–0, 1–0, 0–1) Rapport  | (0–0, 0–0, 1–0, 0–1) Rapport | (0–0, 0–0, 1–0, 0–1) Rapport | Hällefors Publik: 300 Domare: Mikael Sjöqvist, Daniel Eriksson | Hällefors Publik: 300 Domare: Mikael Sjöqvist, Daniel Eriksson |
| 18:00 UTC+1 | 18:00 UTC+1     |                               |                              |                              | Hällefors Publik: 300 Domare: Mikael Sjöqvist, Daniel Eriksson | Hällefors Publik: 300 Domare: Mikael Sjöqvist, Daniel Eriksson |
| 18:00 UTC+1 | 18:00 UTC+1     | Inga mål                      | Period 1                     | Inga mål                     | Hällefors Publik: 300 Domare: Mikael Sjöqvist, Daniel Eriksson | Hällefors Publik: 300 Domare: Mikael Sjöqvist, Daniel Eriksson |
| 18:00 UTC+1 | 18:00 UTC+1     | Miikka Salomäki (PP2) (29:10) | Period 2                     | Inga mål                     | Hällefors Publik: 300 Domare: Mikael Sjöqvist, Daniel Eriksson | Hällefors Publik: 300 Domare: Mikael Sjöqvist, Daniel Eriksson |
| 18:00 UTC+1 | 18:00 UTC+1     | Inga mål                      | Period 3                     | Daniel Viksten (PP2) (51:57) | Hällefors Publik: 300 Domare: Mikael Sjöqvist, Daniel Eriksson | Hällefors Publik: 300 Domare: Mikael Sjöqvist, Daniel Eriksson |
| 18:00 UTC+1 | 18:00 UTC+1     | Inga mål                      | Övertid 1                    | Robin Kovacs (PP1) (60:28)   | Hällefors Publik: 300 Domare: Mikael Sjöqvist, Daniel Eriksson | Hällefors Publik: 300 Domare: Mikael Sjöqvist, Daniel Eriksson |

| 6           | 2 september 2021 | Örebro HK                                                | 4–1                     | Brynäs IF               | Behrn Arena                                             |                                                         |
| 18:00 UTC+1 | 18:00 UTC+1      | (1–1, 1–0, 2–0) Rapport                                  | (1–1, 1–0, 2–0) Rapport | (1–1, 1–0, 2–0) Rapport | Örebro Publik: 1 026 Domare: Sören Persson, Mikael Nord | Örebro Publik: 1 026 Domare: Sören Persson, Mikael Nord |
| 18:00 UTC+1 | 18:00 UTC+1      |                                                          |                         |                         | Örebro Publik: 1 026 Domare: Sören Persson, Mikael Nord | Örebro Publik: 1 026 Domare: Sören Persson, Mikael Nord |
| 18:00 UTC+1 | 18:00 UTC+1      | Nick Ebert (PP1) (13:10)                                 | Period 1                | Emil Molin (EQ) (06:42) | Örebro Publik: 1 026 Domare: Sören Persson, Mikael Nord | Örebro Publik: 1 026 Domare: Sören Persson, Mikael Nord |
| 18:00 UTC+1 | 18:00 UTC+1      | Robin Kovacs (PP2) (33:49)                               | Period 2                | Inga mål                | Örebro Publik: 1 026 Domare: Sören Persson, Mikael Nord | Örebro Publik: 1 026 Domare: Sören Persson, Mikael Nord |
| 18:00 UTC+1 | 18:00 UTC+1      | Rodrigo Abols (EQ) (49:48) Miikka Salomäki (PP1) (52:00) | Period 3                | Inga mål                | Örebro Publik: 1 026 Domare: Sören Persson, Mikael Nord | Örebro Publik: 1 026 Domare: Sören Persson, Mikael Nord |
| 18:00 UTC+1 | 18:00 UTC+1      |                                                          |                         |                         | Örebro Publik: 1 026 Domare: Sören Persson, Mikael Nord | Örebro Publik: 1 026 Domare: Sören Persson, Mikael Nord |

## Poängtabell för Svenska Hockeyligan 2021/2022
| Nr | Lag               | S  | V  | ÖV | ÖF | F  | GM  | IM  | MS  | P   |
| -- | ----------------- | -- | -- | -- | -- | -- | --- | --- | --- | --- |
| 1  | Rögle BK          | 52 | 27 | 5  | 9  | 11 | 154 | 129 | +25 | 100 |
| 2  | Luleå HF          | 52 | 25 | 7  | 8  | 12 | 161 | 117 | +44 | 97  |
| 3  | Skellefteå AIK    | 52 | 27 | 5  | 3  | 17 | 167 | 122 | +45 | 94  |
| 4  | Frölunda HC       | 52 | 21 | 10 | 4  | 17 | 155 | 139 | +16 | 87  |
| 5  | Växjö Lakers (RM) | 52 | 22 | 6  | 7  | 17 | 153 | 144 | +9  | 85  |
| 6  | Färjestad BK      | 52 | 22 | 6  | 4  | 20 | 153 | 149 | +4  | 82  |
| 7  | Örebro HK         | 52 | 20 | 8  | 5  | 19 | 144 | 123 | +21 | 81  |
| 8  | Leksands IF       | 52 | 20 | 4  | 7  | 21 | 148 | 154 | −6  | 75  |
| 9  | IK Oskarshamn     | 52 | 20 | 3  | 6  | 23 | 140 | 163 | −23 | 72  |
| 10 | Brynäs IF         | 52 | 17 | 6  | 6  | 23 | 126 | 138 | −12 | 69  |
| 11 | Linköping HC      | 52 | 16 | 8  | 5  | 23 | 121 | 142 | −21 | 69  |
| 12 | Malmö Redhawks    | 52 | 17 | 4  | 8  | 23 | 134 | 153 | −19 | 67  |
| 13 | Djurgårdens IF    | 52 | 14 | 5  | 6  | 27 | 130 | 169 | −39 | 58  |
| 14 | Timrå IK (U)      | 52 | 14 | 5  | 4  | 29 | 133 | 177 | −44 | 56  |

## Laguppställning
Uppdaterad den 1 maj 2021.

| Nr | Nat       | Spelare                   | Pos  | S/H | Ålder | Värvad    | Födelseort                                |
| -- | --------- | ------------------------- | ---- | --- | ----- | --------- | ----------------------------------------- |
| 31 | Norge     | Jonas Arntzen             | M    | L   | 27    | 2019/2020 | Lillehammer, Oppland fylke, Norge         |
| 1  | Sverige   | Jhonas Enroth             | M    | L   | 36    | 2020/2021 | Stockholm, Stockholms län                 |
| 5  | Sverige   | Gustav Backström          | B    | L   | 30    | 2014/2015 | Lindesberg, Örebro län                    |
| 74 | USA       | Nick Ebert                | B    | R   | 30    | 2020/2021 | Livingston, New Jersey, USA               |
| 51 | Finland   | Kristian Näkyvä           | B    | L   | 34    | 2018/2019 | Helsingfors, Nyland, Finland              |
| 2  | Finland   | Rasmus Rissanen (A)       | B    | L   | 33    | 2018/2019 | Kuopio, Norra Savolax, Finland            |
| 6  | Sverige   | Stefan Warg (C)           | B    | R   | 35    | 2018/2019 | Stockholm, Stockholms län                 |
| 18 | Lettland  | Rodrigo Ābols             | C    | L   | 29    | 2020/2021 | Riga, Lettland                            |
| 12 | Sverige   | Filip Barklund            | C/LW | L   | 22    | 2020/2021 | Stockholm, Stockholms län                 |
| 73 | Sverige   | Oliver Eklind             | C/LW | L   | 26    | 2020/2021 | Kumla, Örebro län                         |
| 19 | Sverige   | Elias Ekström             | W    | L   | 23    | 2020/2021 | Hällefors, Örebro län                     |
| 96 | Sverige   | Robin Kovács              | W    | L   | 28    | 2019/2020 | Toronto, Ontario, Kanada                  |
| 36 | Sverige   | Emil Larsson (A)          | LW   | L   | 31    | 2020/2021 | Gävleborgs län                            |
| 62 | Finland   | Robert Leino              | C/RW | R   | 31    | 2020/2021 | Tavastehus, Egentliga Tavastland, Finland |
| 33 | Sverige   | Christopher Mastomäki (A) | C    | L   | 28    | 2017/2018 | Nacka, Stockholms län                     |
| 71 | Kroatien  | Borna Rendulić            | W    | R   | 32    | 2020/2021 | Zagreb, Kroatien                          |
| 21 | Sverige   | Linus Öberg               | C/LW | R   | 24    | 2019/2020 | Vänersborg, Västra Götalands län          |

## Transferfönstret 2021/2022
Transferfönstret nedan gäller spelarrörelser för perioden 16 maj 2021–15 februari 2022. 
| Utlöpande kontrakt - Jonathan Andersson (D) → Luleå HF - Robin Salo (D) → New York Islanders - Glenn Gustafsson (LW) → Växjö Lakers HC - Daniel Muzito Bagenda (C/LW) → IK Oskarshamn - Joonas Rask (RW) → Luleå HF - Ludvig Rensfeldt (C) → Djurgården Hockey | Förlängda | Ut - Christer Olsson (Ass. tränare) → SC Bern - Jörgen Jönsson (Ass. tränare) → HC Davos - Lukas Pilö (D) → IK Oskarshamn - Borna Rendulic (RW) → Adler Mannheim | In - Stefan Klockare (Ass. tränare) ← Skellefteå AIK - Stefan Nyman (Ass. tränare) ← HV71 - Marcus Hardegård (D) ← Timrå IK - Jani Lajunen (C) ← HC Lugano - Joel Mustonen (C/LW) ← Frölunda HC - Miikka Salomäki (W/C) ← Colorado Eagles - Juuso Puustinen (RW/LW) ← Sibir Novosibirsk - Petr Zámorský (D) ← HC Kometa Brno |